# Lee Jae-jin
Lee Jae-jin (Miryang, 26 de janeiro de 1983) é um jogador de badminton sul-coreano, medalhista olímpico, especialista em duplas.

## Carreira
Lee Jae-jin representou seu país nos Jogos Olímpicos de Verão de 2008, conquistando a medalha de bronze, nas duplas em Pequim 2008, com a parceria de Hwang Ji-man.